# Basílica de Nuestra Señora de la Candelaria
De Basílica y Real Santuario de Nuestra Señora de la Candelaria (vertaald: Koninklijke Basiliek van Onze-Lieve-Vrouw van Candelaria) is de belangrijkste kerk op de Canarische Eilanden en is gewijd aan Maria. De basiliek ligt in het centrum van Candelaria op Tenerife (Spanje).
De kerk werd ingewijd in 1959. Op 24 januari 2011 verhief paus Benedictus XVI de kerk tot basiliek; de afkondiging vond plaats op 2 februari van dat jaar, op het feest van de Maagd van Candelaria.
Naast de basiliek ligt een klooster van de orde van de dominicanen.
Vanwege het beeld van de Maagd van Candelaria, patroonheilige van de Canarische Eilanden, is de kerk een bedevaartsoord voor de katholieken op de Canarische Eilanden. Het interieur van de basiliek bevat verder opvallende muurschilderingen. Ook bekend zijn de sculpturen van de negen Guanche-koningen van Tenerife, gelegen in de Plaza de la Patrona de Canarias naast de basiliek. 

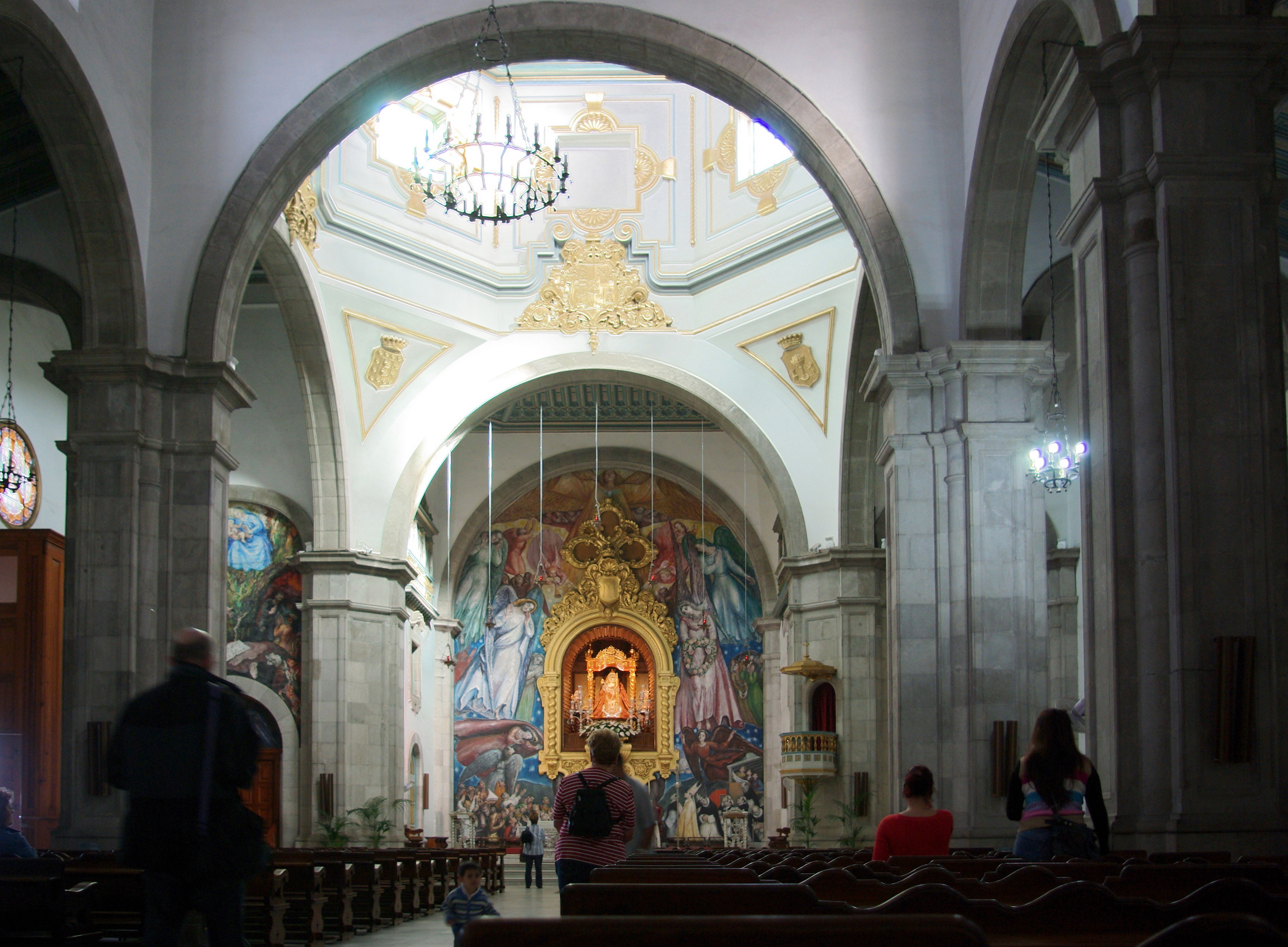
Basílica de Nuestra Señora de la Candelaria, interieur
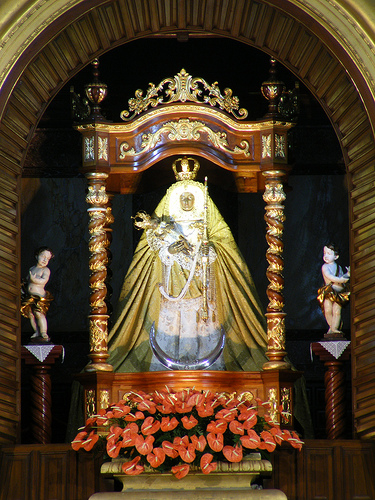
Maagd van Candelaria, patroonheilige van de Canarische Eilanden